# Ab Collings
Pour les articles homonymes, voir Collings.
Ab Collings (né le 26 septembre 1916 à Winnipeg, dans la province du Manitoba au Canada) est un joueur professionnel canadien retraité de hockey sur glace.

## Carrière de joueur
Il commence sa carrière en 1936 avec les Rovers de New York dans l'Eastern Hockey League.

## Statistiques de carrière
| Saison    | Équipe                    | Ligue |    | Saison régulière | Saison régulière | Saison régulière | Saison régulière | Saison régulière |   | Séries éliminatoires | Séries éliminatoires | Séries éliminatoires | Séries éliminatoires | Séries éliminatoires |
| Saison    | Équipe                    | Ligue | PJ | B                | A                | Pts              | Pun              | PJ               | B | A                    | Pts                  | Pun                  |                      |                      |
| 1936-1937 | Rovers de New York        | EHL   | -  | -                | -                | -                | -                | -                | - | -                    | -                    | -                    |                      |                      |
| 1937-1938 | Rovers de New York        | EHL   | 57 | 18               | 24               | 42               | 8                | -                | - | -                    | -                    | -                    |                      |                      |
| 1938-1939 | Rovers de New York        | EHL   | 50 | 12               | 30               | 42               | 10               | -                | - | -                    | -                    | -                    |                      |                      |
| 1939-1940 | Rovers de New York        | EHL   | 61 | 42               | 59               | 101              | 0                | -                | - | -                    | -                    | -                    |                      |                      |
| 1940-1941 | Ramblers de Philadelphie  | LAH   | 56 | 11               | 19               | 30               | 4                | -                | - | -                    | -                    | -                    |                      |                      |
| 1941-1942 | Reds de Providence        | LAH   | 54 | 13               | 32               | 45               | 15               | -                | - | -                    | -                    | -                    |                      |                      |
|           |                           |       |    |                  |                  |                  |                  |                  |   |                      |                      |                      |                      |                      |
| 1946-1947 | Philadelphie-Providence   | LAH   | 66 | 11               | 24               | 35               | 2                | -                | - | -                    | -                    | -                    |                      |                      |
| 1947-1948 | Reds de Providence        | LAH   | 50 | 13               | 11               | 24               | 2                | 2                | 0 | 0                    | 0                    | 0                    |                      |                      |
| 1948-1949 | Quakers de Saskatoon      | WCSHL | 22 | 3                | 6                | 9                | 6                | -                | - | -                    | -                    | -                    |                      |                      |
| 1948-1949 | Seattle-Vancouver-Oakland | PCHL  | 21 | 4                | 9                | 13               | 4                | -                | - | -                    | -                    | -                    |                      |                      |